# Маральди, Джованни Доменико
Джованни Доменико Маральди (фр. Jean-Dominique Maraldi, итал. Giovanni Domenico Maraldi; 17 апреля 1709 — 14 ноября 1788) — французский астроном итальянского происхождения, племянник астронома и математика Жака Филиппа Маральди.

## Биография
Родился в 1709 году в Перинальдо. В 1727 году отправился в Париж и в 1731 стал членом Французской академии наук. Там, наблюдая Комету Шезо вместе с Жаком Кассини, он открыл два шаровых скопления, впоследствии добавленных в каталог Мессье как M 2 и M 15.
Кроме этого, он работал над теорией движения спутников Юпитера и проводил эксперименты по измерению скорости звука. Он также работал над различными геодезическими задачами: определением долготы Парижского меридиана, исследованием Атлантического побережья Франции и созданием её точной карты.
В 1772 вернулся обратно в Перинальдо, но продолжал исследовать движение спутников Юпитера. Там он умер в 1788.

## Память
В 1935 году кратеру на Луне присвоено имя Маральди в честь Джованни и его дяди.